# سیارک ۲۴۱۲۱
سیارک ۲۴۱۲۱ (به انگلیسی: 24121 Achandran، نامگذاری:1999VV33) بیست و چهار هزار و صد و بیست و یکمین سیارک کشف شده‌است که در ۳ نوامبر ۱۹۹۹ کشف شد.
قدر مطلق سیارک برابر ۲۰.۴ است.